# 柏尼·羅登拔
柏尼·羅登拔(Bernie Rhodenbarr)，是勞倫斯·卜洛克筆下推理小說《雅賊》系列的主角。首次登場於1977年出版的《別無選擇的賊》；直到2004年，他總共在卜洛克的十本小說裡出場過，也出現在兩篇短篇故事裡（The Burglar Who Dropped In On Elvis 和 The Burglar Who Smelled Smoke）。
根據繁體中文出版商臉譜出版總經理唐諾的說法，相較於「冷硬派」的馬修‧史卡德系列，雅賊系列反而更偏向所謂的「傳統偵探小說」模式--有凶手，有偵探(柏尼)，還有最後那齊聚一堂，由偵探指出兇手的最後一幕。

## 主角
柏尼·羅登拔是一位紐約市的小偷，擅長於開鎖和闖空門，並且為這兩件事的快感而上癮。他曾在年少時入獄服刑，從那之後，他便極力避免再次被抓。 
柏尼的偷竊行動通常是經過縝密的計劃並確實執行，從目標剛開始的監視以及之後的逃脫路線無一不漏。然而，在這些偷竊行動中，柏尼總是會遇到一具屍體，而且通常是在警方開始調查之前。因此在一本標準的柏尼·羅登拔小說裡，柏尼總是承擔著破解謀殺案的責任以便回復自己的名譽。他的調查不只查詢死者的人際關係，也去拜訪（有時牽涉到非法入侵）他們的家中確認（甚至放入）證據。
從系列作《喜歡引用吉普林的賊》開始，柏尼成為「巴尼嘉書店」的老闆和營運者。「巴尼嘉書店」是間坐落於格林威治的珍本二手書店，前任老闆力佐先生退休後，便由柏尼接手--當然，資金來源部份來自於他的「夜間工作」。在系列作《把泰德‧威廉斯交易掉的賊》書中，柏尼表示書店其實是有賺點小錢的(用以解釋系列作品前後出版時間落差)。另外在本書中，因房東要大幅度提升房租，柏尼透過中間人買下這棟建築，並且以「夜間工作」所得來支應房屋貸款。書店的另一位員工，雷福，是隻血統成謎的貓。本來是凱洛琳給柏尼的禮物，但是柏尼堅持雷福是員工，不是寵物。雷福的名字來自於一本小說。
根據作者的說法，柏尼開書店的理由之一，是要追女生。柏尼享受健康的性生活，平均每本書中都有至少一位的性伴侶，不過倒是沒有固定女友。
柏尼喜愛蘇格蘭威士忌，偏好單一麥芽威士忌，特別是《圖書館裡的賊》中，「加勒福旅社」提供的某一罕見品牌。不過在「夜間工作」的當天，柏尼是滴酒不沾，通常是喝沛綠雅代替。

## 角色
凱洛琳‧凱瑟是柏尼最好的朋友，也是不定期的犯罪共犯。凱洛琳是女同性戀，這是柏尼認為他兩友情可以發展到如此地步的重要關鍵因素。凱洛琳經營一間寵物沙龍，「貴賓狗工廠」，距離柏尼的書店不遠。兩人有著固定的午餐和下班後酒館聚會，討論各自的工作和愛情生活。凱洛琳有份柏尼公寓的備分鑰匙，以防萬一。
雷‧柯西曼是一個紐約市警局便衣刑警，也是伯尼口中「可以用錢買到的最好警察」。這是因為雷在接受伯尼賄賂後，會按照約定做該做的事--通常是不合法的。不過「盜亦有道」，跟柏尼一樣，雷碰到出人命的事情時，則是謹守界線。雷也是伯尼揭開兇手之謎的關鍵人物之一--負責處理善後，該由公權力處理的處理，可以私下善後的善後；在系列座第一本作品《別無選擇的賊》時，雷還是個制服警察，可能因為這之後的處置，才讓雷升上便衣。雖然衣服價值不斐，身為中年男子，雷的穿著打扮總是很拉塌，講話也不太禮貌(跟柏尼相較之下)。雷跟凱洛琳相當不對盤。
威力‧亨菲爾是柏尼的律師。他兩本來是慢跑時候認識的。柏尼發現他的前任律師過世時，才打電話讓威力保釋自己，也才開始彼此的僱用/代理的關係。另外，威力還幫柏尼處理書店的房地產問題，讓柏尼可以擁有那棟樓。
馬丁‧季馬丁是個成功富有的商人和劇場贊助者。他們在《把泰德‧威廉斯交易掉的賊》書中相遇，一開始馬丁是柏尼的目標；不過後來兩人達成協議，透過分工的方式詐騙保險公司以取得利益。馬丁在後續的系列作中還有出現。

## 系列
雅賊系列共有十二本長篇小說及四個短篇故事：
1. 《別無選擇的賊》  Burglars Can't Be Choosers (1977)
2. 《衣櫃裡的賊》  The Burglar in the Closet (1978)
3. 《喜歡引用吉卜齡的賊》  The Burglar Who Liked to Quote Kipling (1979)
4. 《閱讀史賓諾莎的賊》  The Burglar Who Studied Spinoza (1980)
5. 《畫風像蒙德里安的賊》  The Burglar Who Painted Like Mondrian             (1983)  
6. 《把泰德威廉斯交易掉的賊 》 The Burglar Who Traded Ted Williams (1994)
7. 《自以為是亨佛萊鮑嘉的賊》  The Burglar Who Thought He Was Bogart (1995)
8. 《圖書館裡的賊 》 The Burglar in the Library (1997)
9. 《麥田賊手》  The Burglar in the Rye (1999)
10.《伺機下手的賊》  The Burglar on the Prowl (2004)
11.《數湯匙的賊》  The Burglar Who Counted the Spoons (2013)
12. The Burglar Who Met Fredric Brown (2022)
短篇故事：
1. The Burglar Who Dropped In On Elvis 
2. The Burglar Who Smelled Smoke 
3. A Bad Night for Burglars 
4. Like A Thief In The Night

## 外部連結
- 柏尼·羅登拔系列（英文）